# Vincent Cortes
Vincent Cortes, né le 11 juin 1985 à Toulouse, est un joueur de rugby à XV français qui évolue au poste de demi d'ouverture au sein de l'effectif du Stade dijonnais (1,77 m pour 84 kg).

## Carrière
Formé au Lombez Samatan club.1991-2003.Vice champion de France juniors Balandrades 2002 et 2003 contre Riscle(32) et Seyssins(38)
- Stade toulousain

Centre de formation. 3 matches en équipe 1 contre Colomiers, Montauban et Pau comme titulaire en 10.
- 2006-2010 : FC Auch
- Équipe de France Universitaire
- 2010-2014 : Stade dijonnais
- 2014-2015 : Avenir castanéen
- 2017-2018 : Lombez Samatan club

## Palmarès
- Champion de Pro D2 en 2006-2007 avec le FC Auch.
- Champion de France Espoir en 2006-2007 avec le FC Auch
- Champion de France Junior Crabos en 2004-2005 avec le Stade toulousain